# Gebiete um Albstadt
Das FFH-Gebiet Gebiete um Albstadt liegt im Süden von Baden-Württemberg und ist Bestandteil des europäischen Schutzgebietsnetzes Natura 2000. Es wurde 2005 durch das Regierungspräsidium Tübingen angemeldet. Mit Verordnung des Regierungspräsidiums Tübingen zur Festlegung der Gebiete von gemeinschaftlicher Bedeutung vom 5. November 2018 (in Kraft getreten am 11. Januar 2019), wurde das Schutzgebiet ausgewiesen.

## Lage
Das rund 1572 Hektar (ha) große Schutzgebiet Gebiete um Albstadt liegt in den Naturraum Hohe Schwabenalb. Die zwölf Teilgebiete befinden sich in den Gemeinden Balingen, Bisingen, Albstadt, Burladingen, Hechingen und Jungingen im Zollernalbkreis.

## Beschreibung
Der Landschaftscharakter des Schutzgebiets wird im Wesentlichen durch die Hochfläche der Zollernalb mit ihren Mageren Berg- und Flachlandmähwiesen, Wacholderheiden und Magerrasen sowie die steilen, felsigen Hänge des Albtraufs geprägt.

## Schutzzweck

### Lebensraumtypen
Folgende Lebensraumtypen nach Anhang I der FFH-Richtlinie kommen im Gebiet vor:
| EU Code | * | Lebensraumtyp (offizielle Bezeichnung)                                                                          | Kurzbezeichnung                                              |
| ------- | - | --- | ------------------------------------------------------------ |
| 3140    |   | Oligo- bis mesotrophe kalkhaltige Gewässer mit benthischer Vegetation aus Armleuchteralgen                      | Kalkreiche, nährstoffarme Stillgewässer mit Armleuchteralgen |
| 3260    |   | Flüsse der planaren bis montanen Stufe mit Vegetation des Ranunculion fluitantis und des Callitricho-Batrachion | Fließgewässer mit flutender Wasservegetation                 |
| 5130    |   | Formationen von Juniperus communis auf Kalkheiden und -rasen                                                    | Wacholderheiden                                              |
| 6110    | * | Lückige basophile oder Kalk-Pionierrasen (Alysso-Sedion albi)                                                   | Kalk-Pionierrasen                                            |
| 6210    |   | Naturnahe Kalk-Trockenrasen und deren Verbuschungsstadien (Festuco-Brometalia)                                  | Kalk-Magerrasen                                              |
| 6230    |   | Feuchte Hochstaudenfluren der planaren und montanen bis alpinen Stufe                                           | Feuchte Hochstaudenfluren                                    |
| 6510    |   | Magere Flachland-Mähwiesen (Alopecurus pratensis, Sanguisorba officinalis)                                      | Magere Flachland-Mähwiesen                                   |
| 7220    | * | Kalktuffquellen (Cratoneurion)                                                                                  | Kalktuffquellen                                              |
| 8160    | * | Kalkhaltige Schutthalden der collinen bis montanen Stufe Mitteleuropas                                          | Kalkschutthalden                                             |
| 8210    |   | Kalkfelsen mit Felsspaltenvegetation                                                                            | Kalkfelsen mit Felsspaltenvegetation                         |
| 8310    |   | Nicht touristisch erschlossene Höhlen                                                                           | Höhlen und Balmen                                            |
| 9130    |   | Waldmeister-Buchenwald (Asperulo-Fagetum)                                                                       | Waldmeister-Buchenwald                                       |
| 9150    |   | Mitteleuropäischer Orchideen-Kalk-Buchenwald (Cephalanthero-Fagion)                                             | Orchideen-Buchenwälder                                       |
| 9180    | * | Schlucht- und Hangmischwälder (Tilio-Acerion)                                                                   | Schlucht- und Hangmischwälder                                |
| 91E0    | * | Auen-Wälder mit Alnus glutinosa und Fraxinus excelsior (Alno-Padion, Alnion incanae, Salicion albae)            | Auenwälder mit Erle, Esche, Weide                            |
| 9410    |   | Montane bis alpine bodensaure Fichtenwälder (Vaccinio-Piceetea)                                                 | Bodensaure Nadelwälder                                       |

### Arteninventar
Folgende Arten von gemeinschaftlichem Interesse kommen im Gebiet vor:
| Bild              | EU Code | * | Art               | wissenschaftlicher Name     | Artengruppe    |
| ----------------- | ------- | - | ----------------- | --------------------------- | -------------- |
| Großes Mausohr    | 1324    |   | Großes Mausohr    | Myotis myotis               | Säugetiere     |
| Biber             | 1337    |   | Biber             | Castor fiber                | Säugetiere     |
| Grünes Besenmoos  | 1381    |   | Grünes Besenmoos  | Dicranum viride             | Moose          |
| Grünes Koboldmoos | 1386    |   | Grünes Koboldmoos | Buxbaumia viridis           | Moose          |
| Spanische Flagge  | 1078    | * | Spanische Flagge  | Callimorpha quadripunctaria | Schmetterlinge |

### Zusammenhängende Schutzgebiete
Folgende Naturschutzgebiete sind Bestandteil des FFH-Gebiets:
- Zellerhornwiese
- Hochberg
- Känzele
- Längenloch
- Leimen
- Roschbach
- Geifitze
- Irrenberg-Hundsrücken